# Игнасио-Сарагоса (Альтотонга)
Игнасио-Сарагоса (исп. Ignacio Zaragoza) — посёлок в восточной части Мексики, на территории штата Веракрус. Входит в состав муниципалитета Альтотонга.

## Географическое положение
Игнасио-Сарагоса расположен на западе центральной части штата, на расстоянии приблизительно 32 километров к северо-западу от города Халапа-Энрикеса, административного центра штата. Абсолютная высота — 2165 метров над уровнем моря.

## Население
Согласно данным, полученным в ходе проведения официальной переписи 2005 года, в посёлке проживало 2198 человек (1092 мужчины и 1106 женщин). Насчитывалось 372 дома. По возрастному диапазону население распределилось следующим образом: 55,6 % — жители младше 18 лет, 40,3 % — между 18 и 59 годами и 4,1 % — в возрасте 60 лет и старше. Уровень грамотности среди жителей старше 15 лет составлял 88,2 %.
По данным переписи 2010 года, численность населения Игнасио-Сарагосы составляла 2329 человек. Динамика численности населения посёлка по годам:
| 2000 | 2005 | 2010 |
| ---- | ---- | ---- |
| 1872 | 2198 | 2329 |